# Nikki Cox
Nicole Avery Cox (ur. 2 czerwca 1978 w Los Angeles) – amerykańska aktorka.